# Agrodiaetus elachista
Agrodiaetus elachista är en fjärilsart som beskrevs av Franz Dannehl 1927. Agrodiaetus elachista ingår i släktet Agrodiaetus och familjen juvelvingar. Inga underarter finns listade i Catalogue of Life.